# Lhoba
I Lhoba (o anche Lhopa, Luoba; in cinese: 珞巴族; Pinyin: Luòbā zú) sono un piccolo gruppo etnico facente parte dei 56 gruppi etnici riconosciuti ufficialmente dalla Repubblica popolare cinese. Con una popolazione di circa 2300 persone, sono il più piccolo gruppo della lista.
I Lhoba sono suddivisi in due gruppi: gli Yidu (Idu), classificata anche come sotto-tribù dei Mishmi, e i Bokar, una tribù degli Adi. I Lhoba vivono nel sud-est del Tibet, specialmente nelle regioni di Mainling, Mêdog, Lhunze e Nangxian della Prefettura di Nyingchi. Altri gruppi vivono a Luoyu, nel sud del Tibet, e nell'Arunachal Pradesh (in particolare nella valle di Dibang).
Fino alla occupazione cinese del Tibet, i Lhoba non avevano un proprio linguaggio scritto. Quando fu poi creato un alfabeto appositamente sviluppato per loro, molti Lhoba fecero fatica ad usufruirne, per problemi di natura culturale. L'occupazione cinese introdusse, tra l'altro, molti cambiamenti nella cultura Lhoba. Queste mescolanze culturali, infatti, apportarono significativi cambiamenti alla rigida mentalità classistica dei Lhoba; questi erano divisi in due caste distinte, gli aristocratici (maide) e i contadini (nieba), alle quali non era permesso avere alcun tipo di connessione.